# Koppelpoort

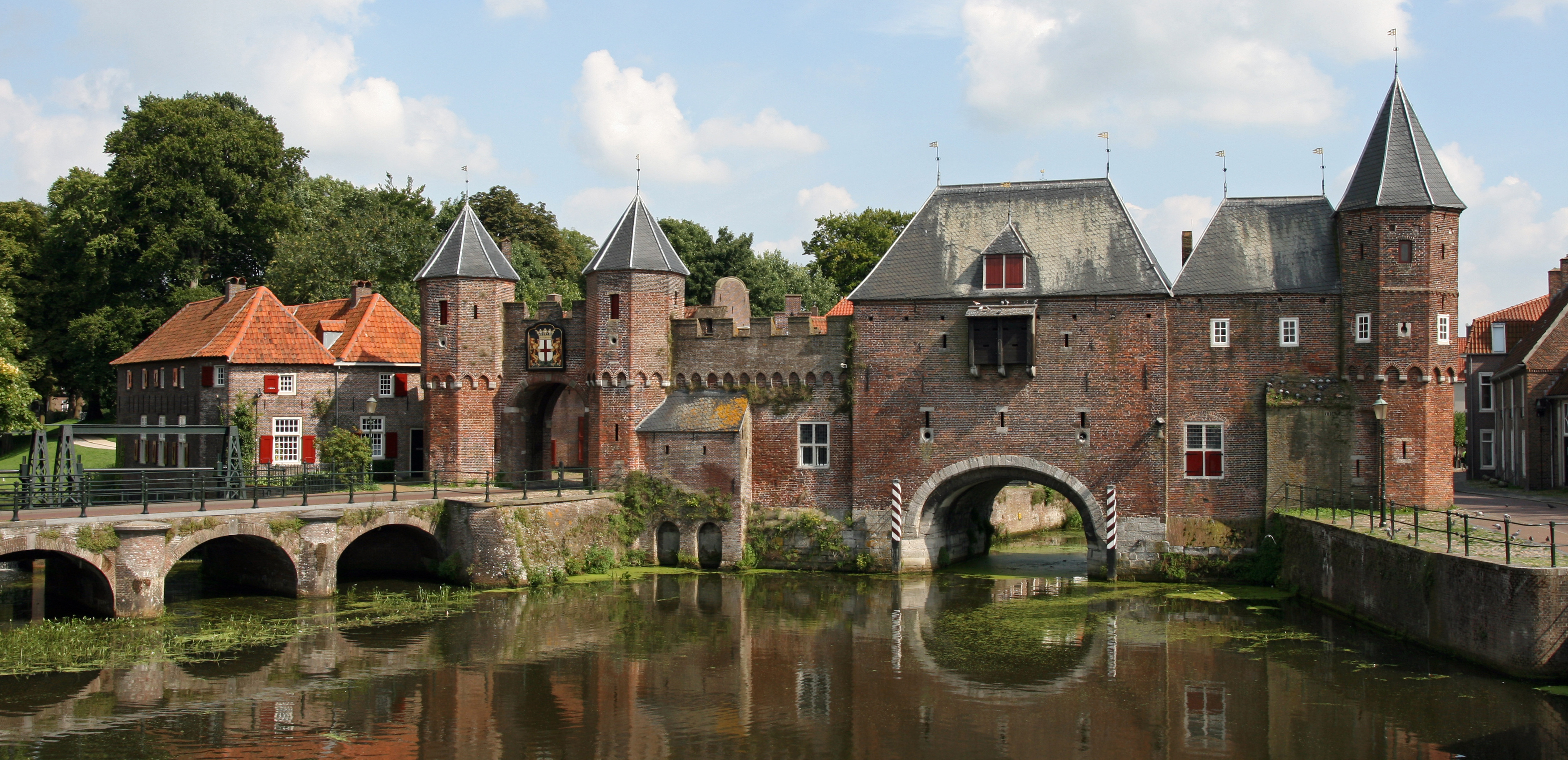
Koppelpoort vue depuis l'aval de l'Eem

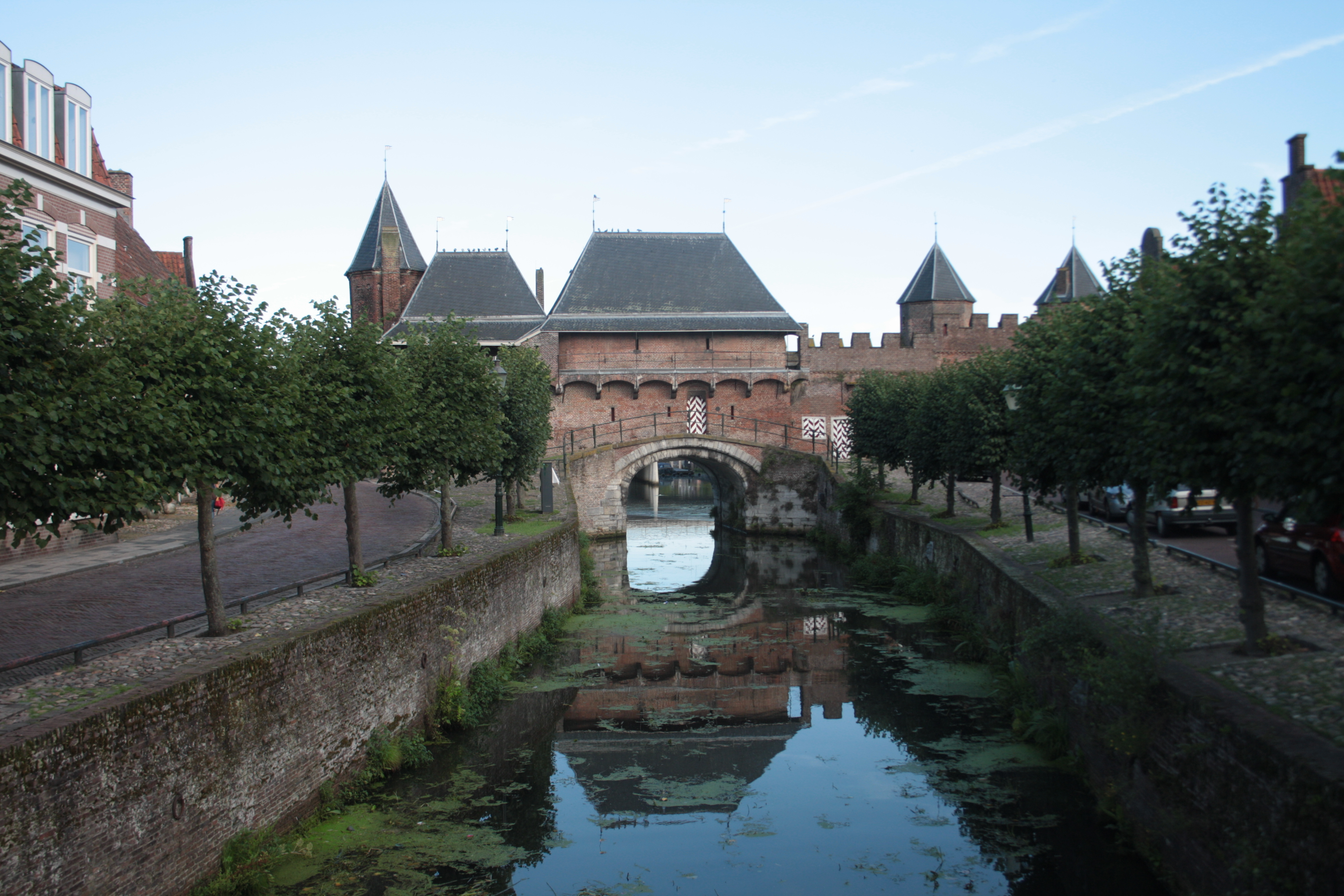
Koppelpoort vue depuis l'amont de l'Eem

La Koppelpoort est une porte de ville et porte d'eau médiévale de l'agglomération d'Amersfoort, aux Pays-Bas qui permet d'enjamber le fleuve Eem. Achevée vers 1425, la Koppelpoort est un exemple notable de l'architecture défensive médiévale. Elle fait partie de l'enceinte secondaire de la ville d'Amersfoort qui a été construite entre 1380 et 1450. 